# Neil Covone
Neil Covone (ur. 31 sierpnia 1969 w Hialeah, w stanie Floryda) – piłkarz amerykański grający na pozycji pomocnika.

## Kariera klubowa
W latach 1987–1990 Covone uczęszczał na Wake Forest University, gdzie grał w drużynie piłkarskiej. W 1989 roku został uznany MVP rozgrywek Atlantic Coast Conference. W 1988 i 1989 roku był wybierany do Jedenastki Roku Stanów Zjednoczonych.
Po ukończeniu uniwersytetu Covone został zawodnikiem drużyny Fort Lauderdale Strikers, grającej w American Professional Soccer League (APSL). W 1991 roku rozegrał w niej 12 spotkań i zdobył jednego gola, a zespół Strikers dotarł do półfinału play-off, skąd odpadł z San Francisco Bay Blackhawks. W 1992 roku rozegrał 5 meczów dla Strikers i następnie zakończył karierę piłkarską.

## Kariera reprezentacyjna
W reprezentacji Stanów Zjednoczonych Covone zadebiutował 5 czerwca 1989 roku w przegranym 0:3 towarzyskim meczu z Chile. W 1990 roku został powołany przez selekcjonera Boba Ganslera do kadry na Mistrzostwa Świata we Włoszech. Tam był rezerwowym i nie rozegrał żadnego spotkania. Od 1989 do 1990 roku rozegrał w kadrze narodowej 5 meczów.
W 1989 roku Covone wraz z reprezentacją U-20 zagrał na młodzieżowych Mistrzostwach Świata w Arabii Saudyjskiej.